# 埃諾的菲莉琶
埃诺的菲莉琶（Philippa of Hainault，1310年6月24日—1369年8月15日），英格蘭王后，配偶是愛德華三世，生於瓦朗謝訥，法文稱作菲莉普·德·埃诺（Philippe de Hainaut）。

## 生平
1328年1月24日菲莉琶與愛德華三世在约克大教堂結婚，此時國王已登基11個月，但國王之母伊莎貝拉王太后遲遲不肯放棄掌權，因此兩年後菲莉帕才舉行王后的加冕儀式。
菲莉琶陪同國王前往蘇格蘭和歐洲大陸參加百年戰爭的早期戰役。她具有悲天憫人的胸懷，最為人稱道的就是，她在1347年克雷西會戰勝利後，說服了她的丈夫赦免加萊城居民的生命。
菲莉琶生了十三个孩子，其中八个活到成年。她有三个孩子死于1348年的黑死病。

## 逝世
1369年8月15日菲莉琶王后駕崩，六個月後於西敏寺舉行國葬。八年之后爱德华三世葬在她身旁。从各种角度考虑，她和爱德华三世四十一年的婚姻是幸福的。

## 紀念
牛津大學王后學院即是為紀念菲莉琶王后而創立。